# Relações entre Egito e França
As relações entre Egito e França abrangem desde a Idade Média até o presente.

## História

### Século XVI ao século XIX
A França havia assinado um primeiro tratado ou Capitulação com o Sultanato Mameluco do Egito em 1500, durante os reinados de Luís XII e do Sultão Bajazet II, no qual o Sultão do Egito havia feito concessões aos franceses e aos catalães, e que seria mais tarde estendido por Solimão, o Magnífico.
A expedição de Napoleão Bonaparte em 1798 afetou muito e influenciou a vida egípcia. As relações começaram a se aprofundar no reinado de Mehmet Ali quando missões egípcias foram enviadas para a França para se especializar em ciências modernas e belas artes.

### Conflitos na década de 1950
Durante o conflito argelino de oito anos pela independência contra o domínio francês, o presidente egípcio Gamal Abdel Nasser foi um forte defensor do movimento de resistência e forneceu ajuda militar significativa à Frente de Libertação Nacional (FLN). Isso provocou uma crescente irritação dos franceses contra Nasser, que, além da nacionalização do Canal de Suez por Nasser, levou-os a unirem-se ao Reino Unido e Israel em um ataque ao Egito durante a Crise de Suez de 1956. Até mesmo o General André Beaufre, comandante das forças francesas durante o confronto, afirmou que "a França teria menos problemas se Nasser fosse removido", numa clara referência ao apoio do presidente egípcio ao líder do FLN, Ahmed Ben Bella. Registros de arquivos e conversas fundamentam ainda mais a posição francesa e isso foi claramente retratado em uma conversa entre o secretário de Estado dos Estados Unidos John Foster Dulles e o presidente dos Estados Unidos, Dwight D. Eisenhower, onde se afirmava que "os franceses prefeririam lutar no centro dos problemas (Egito) ao invés da periferia da dificuldade (Argélia)". Para a França, Suez foi principalmente pela Argélia, e narrativas tradicionais, portanto, argumentam que a vitória egípcia após a crise reforçou a causa da FLN.